# Elaeagnus bonii
Elaeagnus bonii är en havtornsväxtart som beskrevs av Paul Lecomte. Elaeagnus bonii ingår i släktet silverbuskar, och familjen havtornsväxter. Inga underarter finns listade i Catalogue of Life.